# سياج نباتي

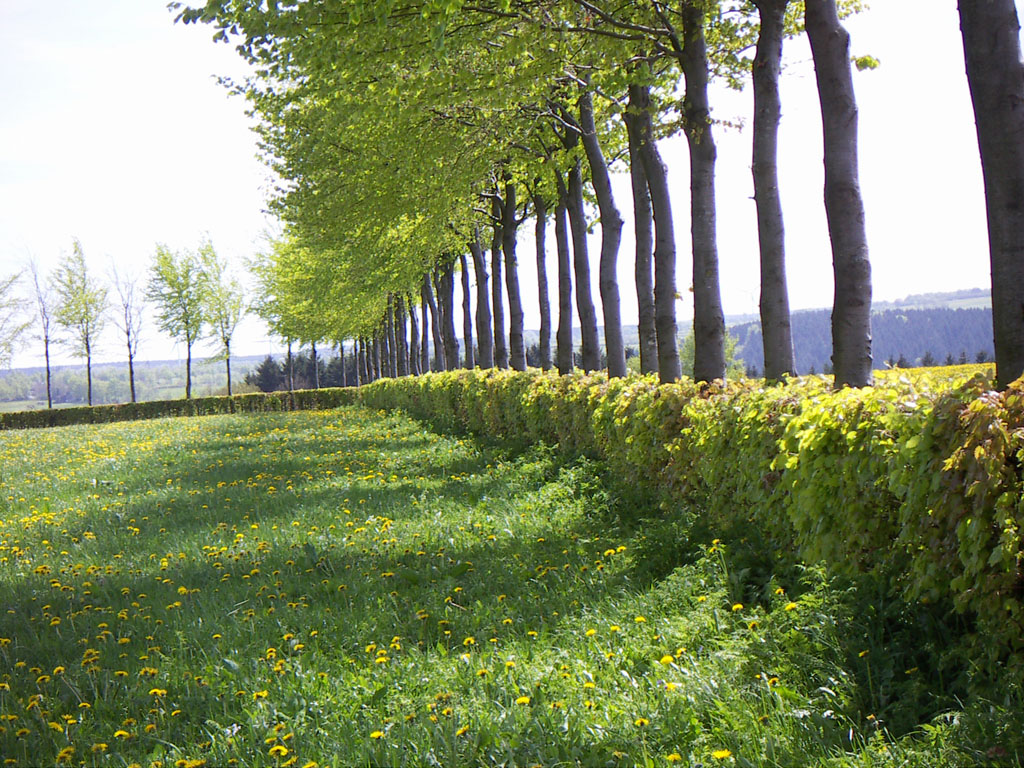
مجموعة من نباتات الزان الأوروبي تم تنظيمها لتكون سياجاً نباتياً في مدينة إيفيل في ألمانيا.

السياج النباتي أو الوشيع هو نباتات تُزرع متجاورة في صفوف منتظمة، مع موالاتها بالقص والتشكيل لتعطي في النهاية جدار أو سور. لذا فإن أي نبات شجري أو شجيري أو متسلق يتحمل القص والتشكيل يمكن استخدامه كسياج نباتي. أما في حالة التلف الشديد نتيجة لتقدم عمر السياج فيجب إجراء القص قرب سطح الأرض مع عمل خندق مجاور لنبات وبطول السياج يملأ بالسماد العضوي ويردم ويفضل أن تجرى هذه العملية في بداية الربيع عند اللزوم، أو تُقلم أشجار أو نباتات السياج عند ارتفاع مٌعين وهي تُعتبر من ضمن عمليات التوبياري، يُستخدم السياج في عملية ترسيم الحدود ما بين الحقول أو المزارع أو الأراضي، ولها عدة أغراض أخرى، منها للزينة أو الحماية من الرياح.